# Ecteneolus flohri
Ecteneolus flohri – gatunek chrząszcza z rodziny kózkowatych i podrodziny zgrzypikowych. Jedyny przedstawiciel rodzaju Ecteneolus.

## Zasięg występowania
Gatunek ten występuje w Meksyku, notowany w stenie Meksyk.